# 1972 Голяма награда на Австрия
1972 Голяма награда на Австрия е 4-то за Голямата награда на Австрия и девети кръг от сезон 1972 във Формула 1, провежда се на 13 август 1972 година на пистата Йостерайхринг близо до Шпийлберг, Австрия.

## Репортаж
Въпреки двойната победа на Скудерия Ферари на Нюрбургринг, Енцо Ферари обяви че компанията е във финансово неразположение, което принуди да прекрати участието на отбора по издръжливост в 24-те часа на Льо Ман за 1973. Неговото му изказване обаче не е добре преведено, но от Ферари работят по болида за сезон 1973 във Формула 1, докато Джаки Икс има още една година от своя контракт с тима.
Така Скудерията намали пилотите на само Икс и Клей Регацони. Другите промени са завръщането на Питър Ревсън в отбора на Макларън на мястото на Брайън Редмън и Нани Гали на мястото на Дерек Бел в Текно. Питър Гетин се завърна в БРМ, докато новия Съртис TS14 е планиран да бъде пилотиран в ръцете на собственика на отбора, Джон Съртис.

### Квалификация
Характеристиката на трасето Йостерайхринг, помогна на Емерсон Фитипалди да постигне четвъртата си пол-позиция, въпреки че използва резервния си болид с друг номер. Регацони е вторият най-бърз с Ферари пред Тирел-а на Джеки Стюарт, който използва 005 и Ревсън. Доброто представяне на Карлос Ройтеман продължи с пето място, след като вече е напълно възстановен от контузията получена от състезание за Формула 2, пред Крис Еймън, Дени Хълм, Тим Шенкен, Икс и Хоудън Гънли. Коню с Франсоа Миго се класира на 25-а позиция, докато новия болид на Джон Съртис не е готов, а в последния момент БРМ оттеглиха четвъртия болид на Райн Визел.

### Състезание
Между 100 хиляди и 150 хиляди зрители се събраха за състезателния ден, което се очертава да е горещ. Стюарт с новия си болид направи добър старт, изпреварвайки Ревсън преди да поеме водачеството към първия завой. Регацони изпревари Фитипалди за втора позиция, а зад тях са Хълм, Ройтеман, Ревсън, Шенкен, Майк Хейлууд, Рони Петерсон и Греъм Хил. До петата обиколка Регацони е пред Лотус-а, преди проблем в запалителната система да даде шанс на бразилеца да го изпревари. Четири обиколки по-късно Хълм също изпревари повреденото Ферари, което се прибра в бокса в 11-а обиколка. По това време Дейв Уокър напусна състезанието с повреден двигател, докато Уилсън Фитипалди се върна в бокса за да даде инструмент, който се озова в кокпита на един от механиците.
По-младият от братята Фитипалди, Емерсон започна да намали преднината на Стюарт, докато Петерсон вече се намира зад Макларън-а на Хълм. Второто Ферари на Икс също изпитва проблеми и след като Гали и Ники Лауда изпревариха червения болид, белгиеца също преполови състезанието си със същия проблем в горивната система, която сполетя съотборника си Регацони. В списъка с отпадналите е и Ройтеман с проблем в запалителната система.
В 23-та обиколка Фитипалди се намира зад болида на Стюарт, който изпитваше проблеми с управлението на новия Тирел, а Хълм също се доближи до лидерите. Две обиколки по-късно Стюарт вече се изпреварен и от двамата и е в полезрението на Петерсон и Ревсън, който допреди няколко обиколки получи проблеми с двигателя. Миго, който се движеше последен получи поредната повреда в задното окачване в 23-та обиколка, следван от частния жълт Марч на Майк Бютлър с повреда в горивната система две обиколки по-късно, докато Уилсън Фитипалди прибра своя Брабам в бокса с повреда в спирачките.
Ревсън, чийто двигател вече не създава проблеми изпревари Марч-а на Петерсон след като преди това минаха пред Стюарт, чийто проблеми продължават и Хейлууд и Еймън изпревариха Тирел-а в последните обиколки. Междувременно Хълм се опита да се доближи до Фитипалди, чиято преднина се поддържа на секунда до секунда и половина, но Лотус-а на бразилеца има предимство на правите и с всяка изминала обиколка, шансовете на новозеландеца да направи нещо се изпаряваха.
Емерсон не направи нито една грешка към спечелването на четвъртата си победа за сезона, и така шансовете за титлата се увеличиха още с увеличаването на преднината, която има пред Стюарт при пилотите. Пилотите на Макларън регистрират двоен подиум благодарение и на третото място на Ревсън, на половин минута зад съотборника си Хълм. Хейлууд завърши четвърти пред Еймън и Гънли, докато Стюарт завърши извън зоната на точките. Петерсон не само е изпреварен от триото и от Стюарт, но и от Жан-Пиер Белтоаз, Франсоа Север, Лауда и Шенкен. Гетин и Андреа де Адамич са останалите финиширали състезанието, докато Паче остана на осем обиколки зад победителя, заради прекаленото много спирания.

## Класиране
| Поз | No | Пилот             | Конструктор   | Обиколки | Време/Отпадане  | Място | Точки |
| --- | -- | ----------------- | ------------- | -------- | --------------- | ----- | ----- |
| 1   | 31 | Емерсон Фитипалди | Лотус-Форд    | 54       | 1:29:16.66      | 1     | 9     |
| 2   | 12 | Дени Хълм         | Макларън-Форд | 54       | + 1.18          | 7     | 6     |
| 3   | 14 | Питър Ревсън      | Макларън-Форд | 54       | + 36.53         | 4     | 4     |
| 4   | 25 | Майк Хейлууд      | Съртис-Форд   | 54       | + 44.76         | 12    | 3     |
| 5   | 10 | Крис Еймън        | Матра         | 54       | + 45.64         | 6     | 2     |
| 6   | 9  | Хоудън Гънли      | БРМ           | 54       | + 1:01.19       | 10    | 1     |
| 7   | 1  | Джеки Стюарт      | Тирел-Форд    | 54       | + 1:09.09       | 3     |       |
| 8   | 7  | Жан-Пиер Белтоаз  | БРМ           | 54       | + 1:21.45       | 21    |       |
| 9   | 2  | Франсоа Север     | Тирел-Форд    | 53       | +1 Об.          | 20    |       |
| 10  | 4  | Ники Лауда        | Марч-Форд     | 53       | +1 Об.          | 22    |       |
| 11  | 24 | Тим Шенкен        | Съртис-Форд   | 52       | +2 Об.          | 8     |       |
| 12  | 5  | Рони Петерсон     | Марч-Форд     | 52       | +2 Об.          | 11    |       |
| 13  | 6  | Питър Гетин       | БРМ           | 51       | +3 Об.          | 16    |       |
| 14  | 11 | Андреа де Адамич  | Съртис-Форд   | 51       | +3 Об.          | 13    |       |
| Отп | 27 | Ролф Щомелен      | Марч-Форд     | 48       | Двигател        | 17    |       |
| НКл | 23 | Карлос Паче       | Марч-Форд     | 46       | Не е класиран   | 18    |       |
| Отп | 15 | Нани Гали         | Текно         | 45       | Теч-масло       | 23    |       |
| Отп | 16 | Греъм Хил         | Брабам-Форд   | 36       | Инжекцион       | 14    |       |
| Отп | 28 | Уилсън Фитипалди  | Брабам-Форд   | 31       | Спирачки        | 15    |       |
| Отп | 3  | Майк Бютлър       | Марч-Форд     | 24       | Горивна система | 24    |       |
| Отп | 29 | Франсоа Миго      | Коно-Форд     | 22       | Окачване        | 25    |       |
| Отп | 18 | Джеки Икс         | Ферари        | 20       | Горивна система | 9     |       |
| Отп | 17 | Карлос Ройтеман   | Брабам-Форд   | 14       | Инжекцион       | 5     |       |
| Отп | 19 | Клей Регацони     | Ферари        | 13       | Горивна система | 2     |       |
| Отп | 21 | Дейв Уокър        | Лотус-Форд    | 6        | Двигател        | 19    |       |

## Класиране след състезанието
| Поз | Пилот             | Точки |
| --- | ----------------- | ----- |
| 1   | Емерсон Фитипалди | 52    |
| 2   | Джеки Стюарт      | 27    |
| 3   | Денис Хълм        | 27    |
| 4   | Джаки Икс         | 25    |
| 5   | Питър Ревсън      | 14    |
| 6   | Клей Регацони     | 13    |
| 7   | Крис Еймън        | 11    |
| 8   | Жан-Пиер Белтоаз  | 9     |

| Поз | Конструктор   | Точки |
| --- | ------------- | ----- |
| 1   | Лотус-Форд    | 52    |
| 2   | Макларън-Форд | 35    |
| 3   | Тирел-Форд    | 33    |
| 4   | Ферари        | 29    |
| 5   | БРМ           | 13    |
| 6   | Марч-Форд     | 12    |
| 7   | Съртис–Форд   | 12    |
| 8   | Матра         | 11    |